# Све о дечаку (филм)
Све о дечаку (енгл. About a Boy) америчка је драмедија из 2002. године у режији Пола и Криса Вајца, који су и написали сценарио уз Питера Хеџиза. Екранизација је истоименог романа Ника Хорнбија. Главне улоге тумаче: Хју Грант, Тони Колет, Рејчел Вајс и Николас Хоулт.
Приказан је 26. априла 2002. године. Номинован је за Оскара за најбољи адаптирани сценарио. Грант и Колетова били су номиновани за Златни глобус и награду БАФТА. Добио је позитивне рецензије критичара и зарадио преко 130 милиона долара у односу на буџет од 30 милиона.

## Радња
Вил Фриман је богати и безбрижни мушкарац који одбија обавезе одраслих људи. Све ће се то, међутим, променити када упозна дванаестогодишњег Маркуса. Маркус живи са мајком која је сама и због тога је стално у депресији. Вил је упознаје преко Сузи, жене која иде на састанке самохраних родитеља, а на које иде и Вил да би упознао жене.
Због проблема код куће, Маркус је необично зрео за своје године, па га зато у школи доживљавају као чудака. Он покушава да утиче на Вилово детињасто понашање, док се Вил томе својски опире. Ипак, из овог необичног споја настаће чврсто пријатељство, које ће променити животе усамљених јунака ове приче.

## Улоге
| Глумац            | Улога        |
| ----------------- | ------------ |
| Хју Грант         | Вил Фриман   |
| Николас Хоулт     | Маркус Бруер |
| Тони Колет        | Фиона Бруер  |
| Рејчел Вајс       | Рејчел       |
| Наталија Тена     | Ели          |
| Шерон Смол        | Кристина     |
| Николас Хачинсон  | Џон          |
| Викторија Смерфит | Сузи         |
| Изабел Брук       | Енџи         |
| Џени Галовеј      | Франсес      |
| Огастус Пру       | Али          |
| Дениз Стивенсон   | Линдси       |